# Au cœur du mirage
Au cœur du mirage (titre original : Heart of the Mirage) est un roman de fantasy australien de Glenda Larke, paru en 2006 puis traduit en français et publié en 2010. Il est le premier tome de la série littéraire Les Faiseurs de mirage (The Mirage Makers), la deuxième de l'auteur après Les Îles glorieuses.

## Résumé
Ce roman de genre fantastique parle de la vie de Ligéa Gaillius, une Tyréenne qui sert son empire en étant membre de la Confrérie, le service des agents espions de l'Exaltarque lui-même. Ligéa n’est pas d’origine tyréenne mais Kardie, une nation qui tient tête à l'Exaltarque grâce à une poignée de magiciens situés dans un désert inaccessible pour les légions de Tyr. Ligéa va être envoyée en Kardasie pour tenter de percer les secrets du désert et de ses habitants. Mais Ligéa n'a pas que leur sang dans son corps, elle a aussi leurs immenses pouvoirs. Et pourtant, elle doit trahir son peuple. Elle doit, mais veut-elle ? Magie et aventure se mêlent dans ce roman tiré de l'antiquité romaine.